# ماجر
جو ویکتور ساراویا معروف به ماجر مهاجم و کاپیتان سابق تیم ملی فوتبال ساحلی پرتغال است.
او همچنین آقای گل مسابقات جام جهانی فوتبال ساحلی در سال‌های ۲۰۰۴، ۲۰۰۵، ۲۰۰۶ و ۲۰۰۸ است.
ماجر پس قهرمانی با تیم کشورش در جام جهانی فوتبال ساحلی ۲۰۱۹ از دنیای ورزش حرفه‌ای خداحافظی کرد.